# Джеминиано Монтанари (обсерватория)
Астрономическая обсерватория «Джеминиано Монтанари» — любительская астрономическая обсерватория, основанная в 1972 году в Кавеццо (Италия) астрономической ассоциацией им. «Джеминиано Монтанари». Названа в честь итальянскиго астронома XVII века Джеминиано Монтанари.

## Руководители обсерватории
- Mauro Facchini

## История обсерватории
Строительство обсерватории велось с 1975 по 1978 года учредителями астрономической ассоциации. В год обсерваторию посещают около 2500 экскурсантов.

## Инструменты обсерватории
- Ньютон-Кассегрен (D = 400 мм, F = 2210 мм) + ERG110 (chip Thompson 7863) Autocostruita
- Гид-рефрактор (D = 150 мм, F = 2250 мм)
- Искатель (D = 100 мм, F = 1000 мм)

## Направления работ
- Образовательная деятельность
- Научно-исследовательская деятельность (поиск астероидов, астрометрия комет)

## Основные достижения
- С 1995 по 2001 год открыто не менее 7 астероидов (всего было открыто 13 астероидов)

## Адрес
- Via Concordia, 200 41032 Cavezzo MO

## Сотрудники обсерватории
Martino Nicolini, Paolo Negrelli, Massimo Fusari, Fausto Manenti